# OR1N1
OR1N1 (англ. Olfactory receptor family 1 subfamily N member 1) – білок, який кодується однойменним геном, розташованим у людей на короткому плечі 9-ї хромосоми. Довжина поліпептидного ланцюга білка становить 311 амінокислот, а молекулярна маса — 34 650.
| 10         |  | 20         |  | 30         |  | 40         |  | 50         |
| ---------- |  | ---------- |  | ---------- |  | ---------- |  | ---------- |
| MENQSSISEF |  | FLRGISAPPE |  | QQQSLFGIFL |  | CMYLVTLTGN |  | LLIILAIGSD |
| LHLHTPMYFF |  | LANLSFVDMG |  | LTSSTVTKML |  | VNIQTRHHTI |  | SYTGCLTQMY |
| FFLMFGDLDS |  | FFLAAMAYDR |  | YVAICHPLCY |  | STVMRPQVCA |  | LMLALCWVLT |
| NIVALTHTFL |  | MARLSFCVTG |  | EIAHFFCDIT |  | PVLKLSCSDT |  | HINEMMVFVL |
| GGTVLIVPFL |  | CIVTSYIHIV |  | PAILRVRTRG |  | GVGKAFSTCS |  | SHLCVVCVFY |
| GTLFSAYLCP |  | PSIASEEKDI |  | AAAAMYTIVT |  | PMLNPFIYSL |  | RNKDMKGALK |
| RLFSHRSIVS |  | S          |  |            |  |            |  |            |

A: Аланін

C: Цистеїн

D: Аспарагінова кислота

E: Глутамінова кислота

F: Фенілаланін

G: Гліцин

H: Гістидин

I: Ізолейцин

K: Лізин

L: Лейцин

M: Метіонін

N: Аспарагін

P: Пролін

Q: Глутамін

R: Аргінін

S: Серин

T: Треонін

V: Валін

W: Триптофан

Кодований геном білок за функціями належить до рецепторів, g-білокспряжених рецепторів, білків внутрішньоклітинного сигналінгу. 
Локалізований у клітинній мембрані.